# Armada de la República de las Dos Naciones
La Marina de la Mancomunidad Polaco-Lituana fue el componente naval de las fuerzas militares de la República de las Dos Naciones. A pesar de tener acceso al Mar Báltico, ni Polonia ni Lituania tuvieron ninguna armada importante a lo largo de su historia. En el siglo XVI, cuando Polonia y Lituania se involucraron en conflictos en Livonia, se apoyaron en las operaciones de corsarios, pero se encontraron con la oposición del puerto principal de Polonia, Gdańsk (Danzig), que los veía como una amenaza para sus operaciones comerciales. Con el cambio de siglo, Polonia fue gobernada por la Casa Vasa, y estuvo involucrada en una serie de guerras con Suecia. Los reyes Vasa intentaron crear una flota adecuada, destacando Vladislao IV Vasa. Aunque Vladislao compró 12 barcos, se vendieron entre 1641 y 1643, marcando el final de la Marina de la Mancomunidad.

## Historia previa
La marina de la Mancomunidad era pequeña y jugó una función relativamente menor en la historia de la República de la Dos Naciones. A pesar de tener acceso al Mar Baltico ni Polonia ni Lituania tuvieron fuerzas navales significativas en su historia previa.
Los orígenes de la armada polaca se remontan al año 1463 cuando una armada improvisada venció a la armada de la Orden Teutónica. Un siglo después, la marina de guerra polaca tiene sus raíces en los buques de guerra que se utilizaron en gran medida de los principales ríos de Polonia en la defensa del comercio. Durante la Guerra de los Trece Años (1454-1466); fue fundada por el rey Segismundo II, llamándola "La Armada de los Defensores del Mar", esta pequeña fuerza de navíos del interior por primera vez vio un combate real en el mar abierto. En la batalla de la laguna del Vístula, una flota corsaria de Polonia derrotó a la flota de los caballeros teutones y con ello se aseguró definitivamente un acceso seguro y permanente para Polonia al Mar Báltico. Con la firma del Acuerdo de Paz de Thorn por segunda vez en 1466, Polonia ya había adquirido una ciudad estratégica y un puerto al recibir a la ciudad de Danzig (Gdansk), y con ella los medios de mantener una gran flota en el Báltico. 

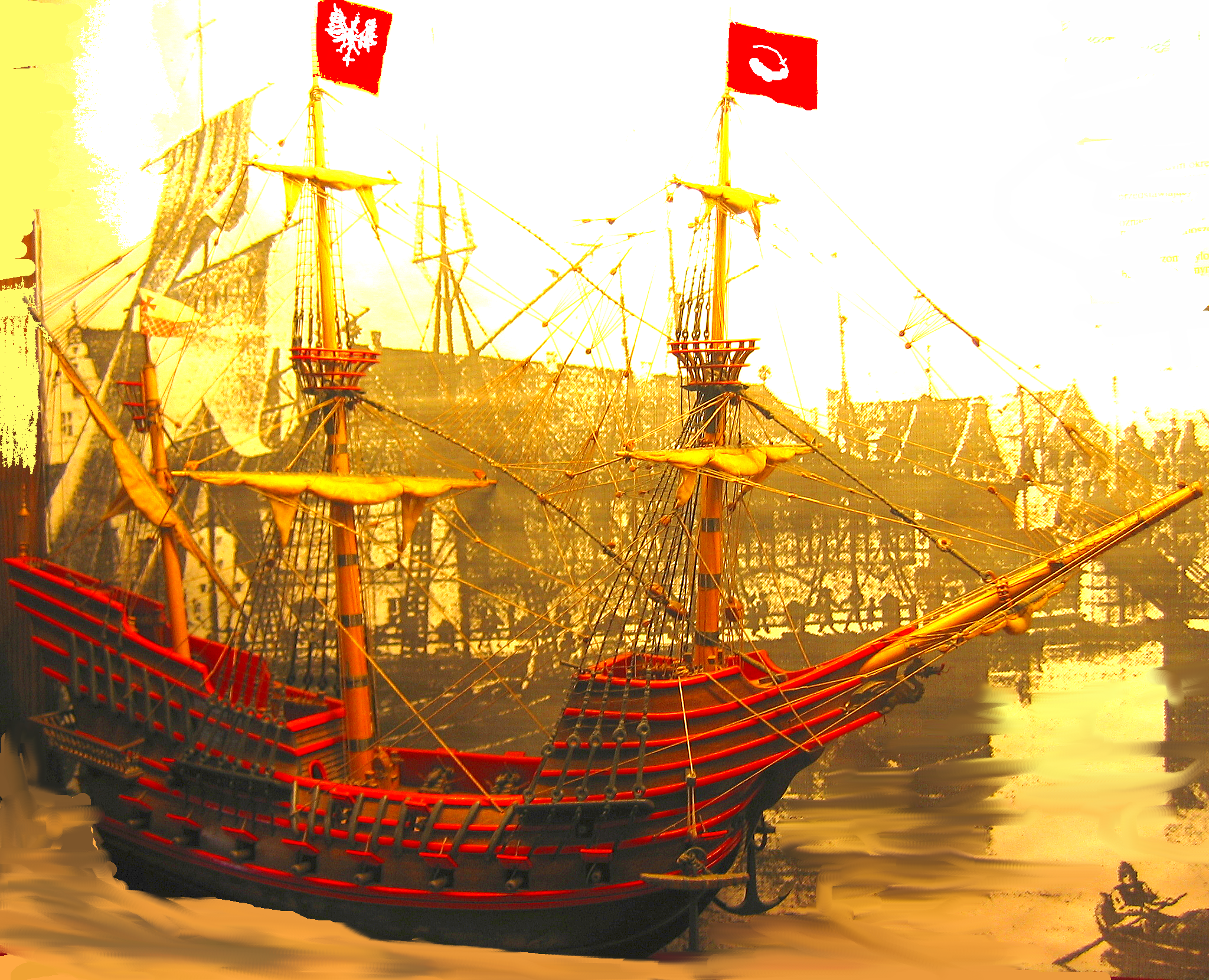
Galeon polaco Smok (Dragon), construido durante el reinado de Segismundo II Augusto Jagellón

## Planes de la Casa Vasa para la creación de una flota

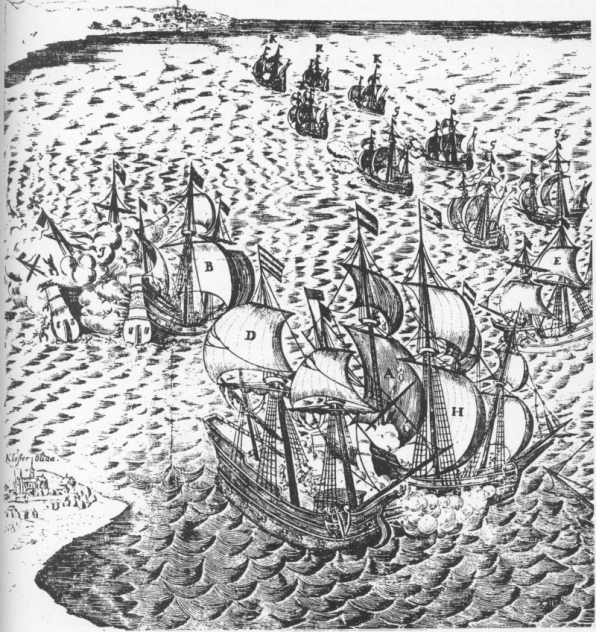
Batalla de Oliwa.

A finales del siglo XVII, Polonia fue gobernada por la Casa Vasa, y estuvo implicada en una serie de guerras con Suecia. Los reyes Vasa intentaron crear una flota propia, pero sus intentos se encontraron con repetidos fracasos, debido a la falta de fondos en el tesoro real (la nobleza polaca vio poca necesidad de una flota y se negó a aumentar los impuestos para su construcción, y Gdańsk continuó su oposición a la idea de una flota real). Durante el reinado de Segismundo III, la mayor de las victoria celebrada por la marina de la Mancomunidad  estuvo a la orden del Almirante Arend Dickmann en la Batalla de Oliwa en 1627 contra Suecia, durante la guerra polaco-sueca. La victoria sobre Suecia aseguró para Polonia un acceso permanente hacia el Atlántico, y puso las bases para expediciones más allá de Europa. Los planes para una flota independiente se fueron al traste poco después debido a una alianza mal ejecutada con los Habsburgo quiénes en 1629 tomaron el control sobre la flota.
La Comisión de Barcos Reales (Komisja Okrętów Królewskich) fue creada en 1625. Esta comisión, junto con la asignación definitiva de fondos por el Sejm en 1625, fueron intentos por crear una flota permanente. Vladislao IV quién accedió al trono en 1632 compró 12 barcos, y construyó un puerto dedicado para la armada real (Władysławowo).

### Vladislao IV y los planes para la expansión de la armada

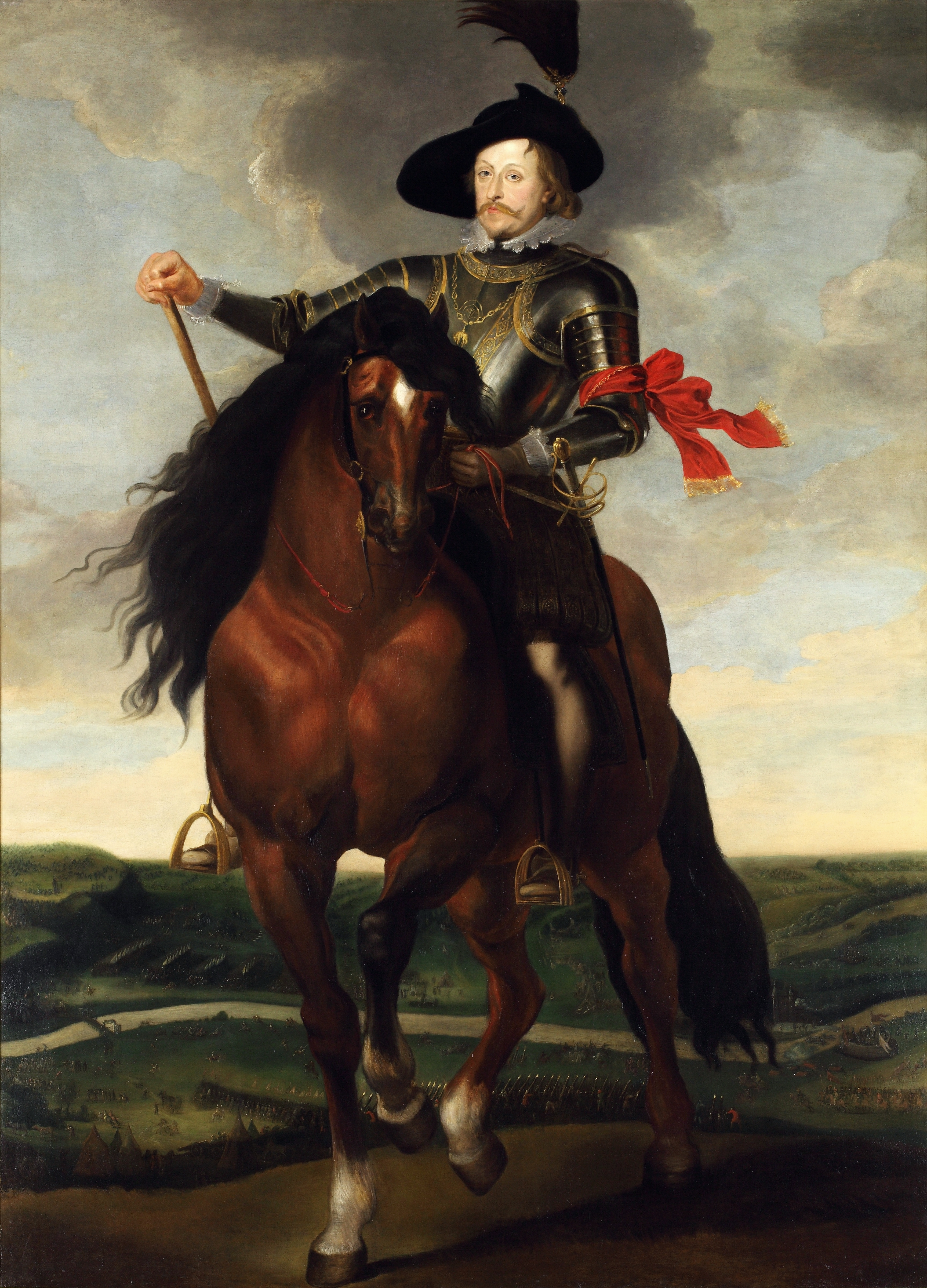
Vladislao IV.

El 58.º artículo firmado y jurado por el rey Vladislao IV, la Pacta conventa anunciaba la creación de una flota de guerra "según necesidades de la Mancomunidad". Vladislao, accediendo al trono después de la muerte de su padre Segismundo III Vasa en 1632, estaba a favor de expandir y modernizar el ejército de la Mancomunidad. Uno de sus planes era la expansión de la Marina de la República de las dos Naciones.
A pesar de sus intentos, no recuperó barcos capturados por los suecos en Wismar y Travemünde. Vladislao decidió construir una nueva flota y creó una "Comisión Naval" con Gerard Denhoff como presidente para cumplir con esta tarea. La elección de otros miembros de esta Comisión no fue aleatoria, sino que contó con ricos partidarios del rey, como el comerciante y propietario de una flota mercante en Danzig (Gdańsk), Georg Hevel (Jerzy Hewel). Esto se dio así porque el Sejm (la Dieta polaca) era, en el mejor de los casos, renuente a pagar por los nuevos barcos y el cofre real estaba permanentemente vacío. A Hewel se debió la creación de la nueva flota. Dio a disposición del rey 10 naves, algunas de ellas portaban cañones de pequeño calibre. Estos barcos tuvieron que ser modernizados para permitirles transportar cañones más pesados. Además el rey quiso construir unos cuantos galeones en Danzig y Puck y debido a los largos tiempos de construcción, también comprar algunos barcos en el extranjero, pero esos planes no se realizaron (excepto la compra de un barco danés que requería una reparación bastante seria).
Así, la nueva 'flota polaca' consistía en 10 buques exmercantes: "Czarny Orzeł" (420 toneladas, 32 cañones), "Prorok Samuel" (400 toneladas, 24 cañones), "Wielkie Słońce" (540 toneladas, 24 cañones), "Nowy Czarny Orzeł" (24 cañones). Cuatro barcos más pequeños "Biały Orzeł", "Charitas", "Gwiazda" y "Strzelec" de 200 toneladas y otros dos más pequeños "Święty Piotr" o "Fortuna" de 160 toneladas y el "Mały Biały Orzeł" de 140 toneladas y 4 cañones de pequeño calibre y además de una galera pequeña. El mando de la nueva flota fue dado al contralmirante Aleksander Seton.
El Rey no se olvidó de garantizar una base segura para la flota recién creada. El puerto en Puck era demasiado poco profundo para los barcos más grandes y el uso de Wisłoujście  (una fortaleza cercana Gdansk) estaba constantemente plagada de dificultades por parte de los patricios de Danzig (temerosos de que un rey con un fuerte brazo naval pisase sus "libertades", como el control peajes, impuestos, etc.). Los ingenieros reales Friederich Getkant (Fryderyk Getkant), Jan Pleitner y Eliasz Arciszewski seleccionaron una ubicación para dos nuevas fortificaciones con bases navales en la Península de Hel. Eran bastante impresionantes y se crearon en un tiempo récord (terminando en 1634, consistían en fuertes empalizadas de madera (roble), paredes de tierra, trincheras y fosos). Estas fortificaciones fueron nombradas después con los nombres del Rey y su hermano: Władysławowo y Kazimierzowo (la pequeña ciudad de Władysławowo todavía existe en la península de Hel hoy en día - el fuerte estaba más o menos en su borde actual).
Además aproximadamente 500 Cosacos con sus barcas pequeñas (Chaika) al mando de Konstanty Kołek fueron llamados. Es incierto si fueron utilizados en absoluto. Su principal objetivo era atacar las líneas de comunicación y suministro suecas cerca de Piława y en Zatoka Wiślana (bahía del Vístula). Había planes para usar cosacos en sus barcas ligeras pero muy rápidas contra Inflanty (Livonia) e incluso para atacar la costa sueca (para quemar, saquear, capturar buques mercantes, etc.). Los cosacos eran conocidos por sus incursiones de saqueo en el Mar Negro (incluso quemaron los suburbios de Estambul, una o dos veces). Debido al tonelaje general y la diferencia de armamento entre las flotas navales polacas y suecas incluso de antes (en 1620), la función principal de la flota polaca era interrumpir las líneas de comunicación y suministro suecas, capturar buques mercantes que llevaban suministros para los suecos (incluso si pertenecía a las potencias neutrales, por ejemplo, los barcos pertenecientes a los Países Bajos, Inglaterra o los ducados y ciudades alemanes, fueron capturados y secuestrados).
El plan del rey nunca tuvo un fuerte apoyo de los nobles polacos (szlachta): los altos costos y la renuencia a fortalecer el poder del real siempre estaban paralizando los planes de Vladislao. Por lo tanto, ni siquiera todos los gastos del rey para la modernización de esos diez barcos fueron pagados en su totalidad. Desafortunadas alianzas internacionales (con Dinamarca y Moscovia) no le permitieron emprender ninguna acción ofensiva y la mayoría de las guerras en las que participó fueron defensivas (como la Guerra de Smolensk en 1634). Un armisticio nuevo firmado con Suecia en Stumsdorf (Sztumska Wies) golpeó el último argumento fuera de la manos del rey. Después el rey quiso utilizar sus barcos para organizar una primera compañía comercial polaca (con ayuda de Hewel), aun así la muerte de Hewel frustro sus planes. Finalmente los barcos fueron vendidos. Las fortificaciones construidas fueron destruidas por presiones de Dinamarca y los patricios de Danzig en 1640.
Los suecos no tenían rey después de la muerte de Gustavo Adolfo de Suecia y perdieron batallas en Alemania. Los nobles polacos no querían pelear una nueva guerra así que cuando los suecos devolvieron la mayoría de las tierras que capturaron en la guerra anterior, se firmó un nuevo armisticio por 35 años. El costo de los preparativos polacos para esta guerra fue comparable con los costos de los preparativos del rey en Smolensk en 1634 y su campaña contra Moscovia.

## Flota de la Mancomunidad después de 1630
La flota fue destruida en 1637 por Dinamarca, sin declaración de guerra. Los barcos restantes fueron vendidos entre los años 1641-1643, lo cual marco el fin de la marina de la República de las Dos Naciones.
La Mancomunidad polaco-lituana, aunque fue la fuerza dominante en Europa central y oriental durante los siglos XVI-XVIII, nunca desarrolló su armada en todo su potencial. La franja costera proporcionalmente pequeña y el acceso limitado al Atlántico nunca permitieron una acumulación masiva de fuerzas navales al nivel de potencias coloniales como Inglaterra y Francia. Las Particiones de Polonia a fines del siglo XVIII pusieron fin a la Marina Polaca independiente.